# Manfred Burgsmüller
Manfred Burgsmüller, appelé Manni Burgsmüller (né le 22 décembre 1949 à Essen (Allemagne de l'Ouest) et mort le 18 mai 2019 dans la même ville), est un footballeur allemand. 

## Biographie
Cet attaquant joua, entre 1969 à 1990, 447 matchs pour Rot-Weiss Essen, Borussia Dortmund, 1.FC Nuremberg et Werder Brême en Championnat d'Allemagne de football.
Il fait partie des meilleurs buteurs de l'histoire du Borussia Dortmund avec 135 buts en 224 rencontres entre 1976 et 1983. 
Il est également le 4e meilleur buteur Bundesliga avec 213 buts, n'étant dépassé que par Jupp Heynckes (220), Klaus Fischer (268) et Gerd Müller (365).
Après sa carrière de footballeur, il passera au football américain et jouera pour le club de Rhein Fire en NFL Europe.

## Palmarès
- Champion d'Allemagne en 1988 avec le Werder Brême
- Vainqueur de la Supercoupe d'Allemagne en 1988 avec le Werder Brême

## Statistiques

### Statistiques par club
- 224 matchs et 135 buts en faveur du Borussia Dortmund
- 115 matchs et 34 buts en faveur du Werder Brême
- 74 matchs et 32 buts en faveur du Rot-Weiss Essen
- 34 matchs et 12 buts en faveur du 1.FC Nuremberg

### Statistiques par saison
| Championnat          | Saison               | Club                  | Matchs | Buts | Jaune | Rouge |
| -------------------- | -------------------- | --------------------- | ------ | ---- | ----- | ----- |
| 1.Bundesliga         | 1969-1970            | Rot-Weiss Essen       | 8      | -    | -     | -     |
| 1.Bundesliga         | 1970-1971            | Rot-Weiss Essen       | 2      | -    | -     | -     |
| 1.Bundesliga         | 1974-1975            | Rot-Weiss Essen       | 34     | 18   | 3     | -     |
| 1.Bundesliga         | 1975-1976            | Rot-Weiss Essen       | 30     | 14   | 3     | -     |
| 2.Bundesliga         | 1976-1977            | FC Bayer 05 Uerdingen | 7      | 1    |       | -     |
| 1.Bundesliga         | 1976-1977            | Borussia Dortmund     | 24     | 14   | 3     | -     |
| 1.Bundesliga         | 1977-1978            | Borussia Dortmund     | 34     | 20   | 6     | -     |
| 1.Bundesliga         | 1978-1979            | Borussia Dortmund     | 33     | 15   | 9     | -     |
| 1.Bundesliga         | 1979-1980            | Borussia Dortmund     | 34     | 20   | 3     | -     |
| 1.Bundesliga         | 1980-1981            | Borussia Dortmund     | 33     | 27   | 3     | -     |
| 1.Bundesliga         | 1981-1982            | Borussia Dortmund     | 34     | 22   | 1     | -     |
| 1.Bundesliga         | 1982-1983            | Borussia Dortmund     | 32     | 17   | 2     | -     |
| 1.Bundesliga         | 1983-1984            | FC Nuremberg          | 34     | 12   | 1     | -     |
| 2.Bundesliga         | 1984-1985            | Rot-Weiß Oberhausen   | 35     | 29   |       | -     |
| 2.Bundesliga         | 1985-1986            | Rot-Weiß Oberhausen   | 15     | 7    |       | -     |
| 1.Bundesliga         | 1985-1986            | Werder Brême          | 20     | 13   | 2     | -     |
| 1.Bundesliga         | 1986-1987            | Werder Brême          | 30     | 8    | 1     | -     |
| 1.Bundesliga         | 1987-1988            | Werder Brême          | 26     | 6    | 1     | -     |
| 1.Bundesliga         | 1988-1989            | Werder Brême          | 28     | 6    | 2     | -     |
| 1.Bundesliga         | 1989-1990            | Werder Brême          | 11     | 1    | 2     | -     |
| Total : 1.Bundesliga | Total : 1.Bundesliga | Total : 1.Bundesliga  | 447    | 213  | 42    | -     |
| Total : 2.Bundesliga | Total : 2.Bundesliga | Total : 2.Bundesliga  | 57     | 37   |       | -     |